# Jochen Görgen
Jochen Görgen (Bergheim, Rin del Nord-Westfàlia, 12 de juliol de 1962) va ser un ciclista alemany, que va competir entre 1988 i 1993. Va combinar la carretera amb la pista.

## Palmarès
- 1985
  - 1r a la Schleswig-Holstein Rundfahrt
- 1986
  - 1r a la Enschede-Munster
- 1988
  - 1r a la Enschede-Munster